# Andrei Strâmbeanu
Andrei Strâmbeanu (n. 25 august 1934, Parcova, raionul Edineț, Republica Moldova – d. 5 august 2021, Timișoara, România) a fost un scriitor și om politic din Republica Moldova.

## Biografie
Și-a început cariera în 1957 ca publicist la ziarul „Cultura Moldovei”, apoi la Editura „Lumina”, la editura „Cartea Moldovenească”, ziarul „Tinerimea Moldovei”. Traducător la Presidiumul Sovietului Suprem al RSSM. În 1966 a fost admis în Uniunea Scriitorilor din URSS - consultant în SUA. În 1975 a fost redactor al Comitetului de Stat pentru Cinematografie, apoi editor al Studioului de Stat „Moldova - Film”, fiind angajat ca inspector superior la Comitetul de Stat pentru Edituri și Comerț cu Carte. În 1988 a fost numit redactor la Departamentul de Teatru, Educație Artă și Culte din Ministerul Culturii al RSSM. A lucrat ca consilier al primului președinte al Republicii Moldova în domeniul culturii. În 1998 a fost ales în Parlamentul RM pe lista Partidului de Conciliere și Renaștere din Moldova. În prezent este pensionar.

## Titluri
- 2012 Laureat al Premiului Național pentru întreaga creație literară
- 2008 Laureat al „IL Caragiale” pentru dramaturgia Academiei Române
- Laureat de 9 ori al Concursului închis de dramaturgie al Ministerului Culturii al Republicii Moldova

## Distincții de stat
- 2011 Ordinul Republicii

- 1997 Medalia Mihai Eminescu

## Funcții de stat
A fost membru al Parlamentului Moldovei (1998-2001).